# Очкай, Габор
Габор Очкай (венг. Ocskay Gábor; 11 сентября 1975, Будапешт — 25 марта 2009, там же) — венгерский хоккеист, выступавший на позиции центрального нападающего. Выступал в течение всей карьеры за команду Альба Волан. Один из известнейших игроков сборной Венгрии, который внёс вклад в сенсационный выход команды на чемпионат мира 2009 года в Швейцарии.

## Карьера

### Клубная
Уроженец Будапешта, Очкай занимался хоккеем в Секешфехерваре и с 1983 года уже выступал за команду «Альба Волан». Уже тогда он познакомился с правым нападающим Кристианом Пальковичем и составил с ним в клубе дуэт атаки, который венгры окрестили «близнецами». С сезона 1993/1994 Очкай регулярно играл в чемпионате Венгрии и выиграл 9 титулов чемпиона Венгрии. В конце сезона 2008/2009 некоторое время был капитаном в клубе.

### В сборной
В сборной Габор сыграл 187 матчей. Он становился лучшим бомбардиром на чемпионатах мира в первом дивизионе в 2002 и 2006 годах. В 2008 году команда выиграла все пять матчей на турнире в японском Саппоро и сенсационно вышла на чемпионат мира в Швейцарии.

## Смерть
В 2004 году у Габора случился сердечный приступ. Врачи выявили у него патологию сердечной мышцы, но разрешили ему играть дальше. 21 марта 2009 в составе своей команды он в 9-й раз за карьеру выиграл чемпионат Венгрии и отправился праздновать. Капитан команды Балаж Кандьял утром 24 марта звонил Габору, чтобы поздравить его с именинами, и тот пожаловался Балажу на сильную усталость и боли в сердце. Ночью 25 марта Габора не стало: причиной смерти стал инфаркт миокарда. Габор планировал в ближайшее время начать подготовку к чемпионату мира.

## Память
- Федерация хоккея Венгрии изъяла из обращения свитер сборной Венгрии под номером 19, навсегда закрепив его за Габором. Аналогично поступил и клуб «Альба Волан»[5].
- Имя Габора Очкая носит ледовый дворец в Секешфехерваре[6]. Фанаты организовал сбор средств на установку памятника Очкаю перед входом во дворец[7].
- Главный тренер сборной Венгрии Пэт Кортина заявил, что команда посвятит все матчи на чемпионате мира 2009 года Габору Очкаю[8].
- Ежегодно проводится мемориальный турнир имени Габора Очкая.
- Габору Очкаю посвятили свои композиции хип-хоп-исполнители FankaDeli и Ganxsta Zolee.

## Титулы

### Клубные
- Чемпион Венгрии: 1999, 2001, 2003, 2004, 2005, 2006, 2007, 2008, 2009

### В сборной
- Победитель группы C чемпионата мира: 1998, 2000
- Лучший бомбардир первого дивизиона чемпионата мира: 2002 (группа B), 2006 (группа A)
- Победитель первого дивизиона чемпионата мира: 2008

### Личные
- Хоккеист года в Венгрии: 1994, 1995, 2006
- Лучший игрок чемпионата Венгрии: 1994, 1997, 2002, 2004, 2008
- Лучший нападающий чемпионата Венгрии: 1994, 2006, 2007